# Estland i Eurovision Song Contest 2013
Estland kommer att delta i Eurovision Song Contest 2013 i Malmö i Sverige. De kommer att representeras av Birgit Õigemeel med låten "Et uus saaks alguse", som hon vann Eesti Laul 2013 med. Hon vann med 51 % av rösterna före Grete Paia på 49 %.

## Eesti Laul 2013

### Upplägg
Landet valde bidrag genom sin nationella uttagning Eesti Laul. Uttagningen bestod av två semifinaler den 16 februari och den 23 februari, följt av en final den 2 mars 2013. Finalen hölls i Nokia Concert Hall i huvudstaden Tallinn. Totalt 20 bidrag kom att delta i detta års upplaga av Eesti Laul vilket innebar att 10 kom att framföras i varje semifinal. Även finalen bestod av 10 bidrag då 5 från varje semifinal tog sig vidare dit.

### Bidrag
Bidrag kunde skickas in till ETV fram till den 10 december 2012. En jury lyssnade på alla låtar och valde ut vilka av dem som skulle få delta i Eesti Laul. Samma dag som deadlinen gick ut meddelade ERR att man fått in 157 bidrag. Detta var det femte året i rad som man fått in fler än hundra bidrag. Semifinalisterna avslöjades den 13 december i TV-programmet Ringvaade som sändes 19:00 lokal tid. Bland dessa fanns flera som tidigare deltagit i Eesti Laul. Artisten Tauri skulle ha deltagit med låten "Miljoni roosiga kaardi sul saadan", skriven av Peeter Kaljuste och Marek Sadam, men byttes senare ut mot artisten Armastus av okänd anledning. Den 4 januari 2013 publicerade ERR semifinalslottningen som visade både vilken semifinal varje bidrag skulle delta i, samt dess startposition i semifinalen. I början av januari hade majoriteten av de tävlande låtarna släppts för att lyssna på. Den 24 januari publicerade ERR låttexterna samt alla bidragen på sin webbplats.

### Semifinal 1
| Pos. | Artist              | Sång                                         | Text & Musik                                            |
| ---- | ------------------- | -------------------------------------------- | ------------------------------------------------------- |
| 1    | Armastus            | "Young Girl"                                 | Jaan Tätte juunior, Taavi Tulev                         |
| 2    | Marilyn Jurman      | "Moving To Mmm"                              | Marilyn Jurman, Karl Kanter                             |
| 3    | Winny Puhh          | "Meiecundimees üks Korsakov läks eile Lätti" | Silver Lepaste, Indrek Vaheoja                          |
| 4    | Sarah               | "Taevas valgeks läeb"                        | Sirli Hiius, Mathura                                    |
| 5    | Teele & Tuuli & Ula | "Ring The Alarm"                             | Priit Uustulnd, Teele Viira                             |
| 6    | Rosanna Lints       | "Follow Me"                                  | Rolf Roosalu, Kristel Aaslaid, Mattias Hapsal           |
| 7    | Grete Paia          | "Päästke noored hinged"                      | Grete Paia, Sven Lõhmus                                 |
| 8    | Elina Born          | "Enough"                                     | Stig Rästa, Fred Krieger                                |
| 9    | Kõrsikud            | "Suuda öelda ei"                             | Andrus Albrecht, Alari Piispea, Lauri Liivak, Jaan Pehk |
| 10   | Anisa Vänikver      | "The Missing Thing"                          | Alar Kotkas, Pearu Paulus, Ilmar Laisaar, Jana Hallas   |

### Semifinal 2
| Pos. | Artist                         | Sång                         | Text & Musik                                       |
| ---- | ------------------------------ | ---------------------------- | -------------------------------------------------- |
| 1    | Liisi Koikson & Söörömöö       | "Üle vee"                    | Immi                                               |
| 2    | Birgit Õigemeel                | "Et uus saaks alguse"        | Mihkel Mattisen, Silvia Soro                       |
| 3    | Tenfold Rabbit                 | "Balance Of Water And Stone" | Andres Kõpper, Meelik Samel, Martin Petermann      |
| 4    | Liis Lemsalu                   | "Uhhuu"                      | Rene Puura, Liis Lemsalu                           |
| 5    | Marie Vaigla                   | "Maybe"                      | Raul Vaigla, Marie Vaigla                          |
| 6    | Rasmus Rändvee & Facelift Deer | "Dance"                      | Rasmus Rändvee, Paal Piller, Karl Kallas           |
| 7    | Rolf Roosalu                   | "With U"                     | Rolf Roosalu                                       |
| 8    | Flank                          | "Missing Light"              | Tõnn Tobreluts, Tauno Tamm, Keio Münti             |
| 9    | Neogeen                        | "Lune Surnoise"              | Raido Lilleberg, Kalle Raudmets, Mare Sabolotny    |
| 10   | Põhja-Tallinn                  | "Meil on aega veel"          | Jaanus Saks, Mark Eric Kammiste, Alvar-Risto Vürst |

### Final
Finalen gick av stapeln den 2 mars 2013 i Nokia Concert Hall i Tallinn. I finalen deltog de 10 bidrag som tog sig vidare från vardera semifinal. I finalen gällde 50 % juryröster och 50 % telefonröster varefter de avlästes och 2 bidrag gick vidare till en superfinal. I superfinalen gällde enbart telefonröster.
| Detaljerade juryröster                       | Detaljerade juryröster | Detaljerade juryröster | Detaljerade juryröster | Detaljerade juryröster | Detaljerade juryröster | Detaljerade juryröster | Detaljerade juryröster | Detaljerade juryröster | Detaljerade juryröster | Detaljerade juryröster | Detaljerade juryröster | Detaljerade juryröster | Detaljerade juryröster |
| Låt                                          | Olav Ehala             | Sandra Nurmsalu        | Marten Kuningas        | Tõnis Kahu             | Toomas Puna            | Sofia Rubina           | Owe Petersell          | Reigo Ahven            | Marju Länik            | Toomas Olljum          | Erik Morna             | Totalt                 | Poäng                  |
| -------------------------------------------- | ---------------------- | ---------------------- | ---------------------- | ---------------------- | ---------------------- | ---------------------- | ---------------------- | ---------------------- | ---------------------- | ---------------------- | ---------------------- | ---------------------- | ---------------------- |
| "With U"                                     | 7                      | 5                      | 8                      | 7                      | 1                      | 5                      | 9                      | 1                      | 4                      | 1                      | 7                      | 55                     | 4                      |
| "Üle vee"                                    | 9                      | 6                      | 5                      | 6                      | 2                      | 10                     | 10                     | 10                     | 8                      | 6                      | 3                      | 75                     | 8                      |
| "Dance"                                      | 3                      | 1                      | 1                      | 9                      | 5                      | 4                      | 7                      | 6                      | 5                      | 9                      | 6                      | 56                     | 5                      |
| "Enough"                                     | 4                      | 4                      | 3                      | 4                      | 7                      | 3                      | 6                      | 4                      | 7                      | 8                      | 2                      | 52                     | 3                      |
| "Meil on aega veel"                          | 6                      | 7                      | 7                      | 1                      | 4                      | 1                      | 1                      | 5                      | 2                      | 4                      | 4                      | 42                     | 2                      |
| "Suuda öelda ei"                             | 8                      | 9                      | 9                      | 3                      | 9                      | 8                      | 2                      | 8                      | 10                     | 10                     | 9                      | 85                     | 10                     |
| "Et uus saaks alguse"                        | 10                     | 10                     | 6                      | 5                      | 6                      | 9                      | 4                      | 7                      | 9                      | 5                      | 5                      | 76                     | 9                      |
| "Ring The Alarm"                             | 2                      | 3                      | 4                      | 2                      | 3                      | 7                      | 5                      | 2                      | 3                      | 2                      | 1                      | 34                     | 1                      |
| "Meiecundimees üks Korsakov läks eile Lätti" | 1                      | 2                      | 10                     | 8                      | 8                      | 6                      | 3                      | 9                      | 1                      | 7                      | 10                     | 65                     | 7                      |
| "Päästke noored hinged"                      | 5                      | 8                      | 2                      | 10                     | 10                     | 2                      | 8                      | 3                      | 6                      | 3                      | 8                      | 65                     | 6                      |

| Nr | Artist                         | Låt                                          | Upphovsmän                                              | Juryröster | Teleröster | Totalt | Plats |
| -- | ------------------------------ | -------------------------------------------- | ------------------------------------------------------- | ---------- | ---------- | ------ | ----- |
| 1  | Rolf Roosalu                   | "With U"                                     | Rolf Roosalu                                            | 4          | 3          | 7      | 9     |
| 2  | Liisi Koikson & Söörömöö       | "Üle vee"                                    | Immi                                                    | 8          | 2          | 10     | 5     |
| 3  | Rasmus Rändvee & Facelift Deer | "Dance"                                      | Rasmus Rändvee, Paal Piller, Karl Kallas                | 5          | 4          | 9      | 7     |
| 4  | Elina Born                     | "Enough"                                     | Stig Rästa, Fred Krieger                                | 3          | 5          | 8      | 8     |
| 5  | Põhja-Tallinn                  | "Meil on aega veel"                          | Jaanus Saks, Mark Eric Kammiste, Alvar-Risto Vürst      | 2          | 7          | 9      | 6     |
| 6  | Kõrsikud                       | "Suuda öelda ei"                             | Andrus Albrecht, Alari Piispea, Lauri Liivak, Jaan Pehk | 10         | 6          | 16     | 4     |
| 7  | Birgit Õigemeel                | "Et uus saaks alguse"                        | Mihkel Mattisen, Silvia Soro                            | 9          | 8          | 17     | 1     |
| 8  | Teele & Tuuli & Ula            | "Ring The Alarm"                             | Priit Uustulnd, Teele Viira                             | 1          | 1          | 2      | 10    |
| 9  | Winny Puhh                     | "Meiecundimees üks Korsakov läks eile Lätti" | Silver Lepaste, Indrek Vaheoja                          | 7          | 9          | 16     | 3     |
| 10 | Grete Paia                     | "Päästke noored hinged"                      | Grete Paia, Sven Lõhmus                                 | 6          | 10         | 16     | 2     |

#### Super Final
| Nr | Artist          | Låt                     | Upphovsmän                   | Röster (antal) | Röster (%) | Plats |
| -- | --------------- | ----------------------- | ---------------------------- | -------------- | ---------- | ----- |
| 1  | Birgit Õigemeel | "Et uus saaks alguse"   | Mihkel Mattisen, Silvia Soro | 30 333         | 51%        | 1     |
| 2  | Grete Paia      | "Päästke noored hinged" | Grete Paia, Sven Lõhmus      | 29 014         | 49%        | 2     |

## Vid Eurovision
Estland har lottats till att framföra sitt bidrag i den första halvan av den första semifinalen den 14 maj 2013 i Malmö Arena.